# Mykinge försöksgård

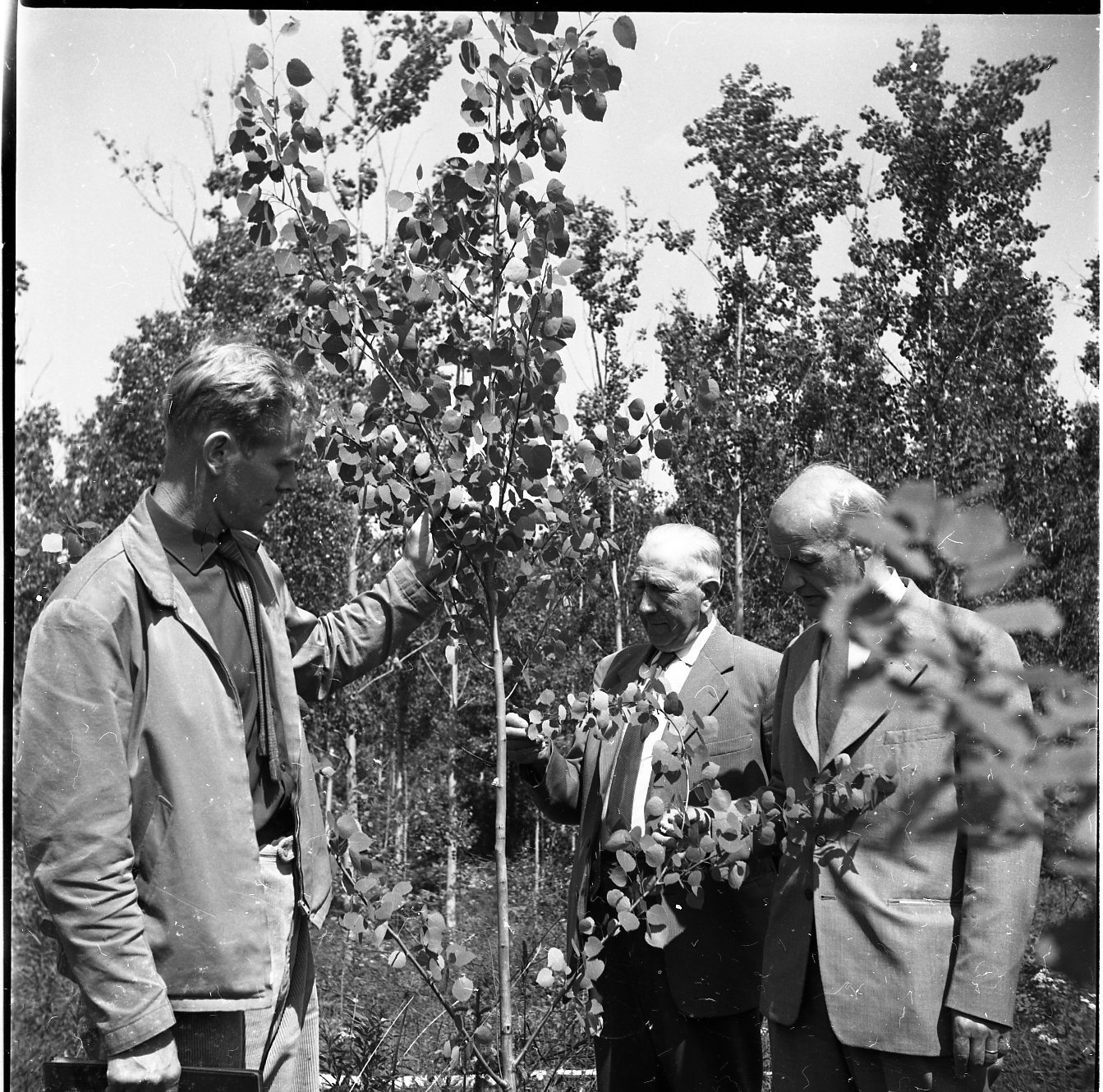
Inspektion av almplanta på Mykinge försöksgård, 1960–1961

Mykinge försöksgård var en försöksgård för odling av asp och poppel som råvara till tändstickstillverkning. Den grundades av Jönköpings Westra tändsticksfabrik i Jönköping, som från 1903 var en del av Jönköpings och Vulcans tändsticksfabriks AB, senare Svenska Tändsticks AB.
Mykinge ligger i Skärstads socken, norr om Landsjön, omkring tolv kilometer norr om Huskvarna.
Svenska Tändsticks AB drev försöksgården till 1968. På 1950-talet fanns växthus, laboratorium och bostdashus med gästlägenheter för forskare.
Försöksgården provodlade framför allt en snabbväxande hybridasp, vilken var en korsning mellan vanliga asp (Populus tremula) och amerikansk asp (Populus temuloid), men också andra korsningar av asp och poppel. En stor del av dessa odlingar finns fortfarande kvar strax öster om Mykinge södergård. 

## Aspskog från Mykinge i Skottland
Fler än 40 000 aspeotsticklingar från Mykinge planterades under tidigt 2000-tal på mager betesmark i sydvästra Skottland av den skotske jägmästaren Miles Wenner för att skapa en 320 hektar stor skog på dennes mark. Det resulterade i en tiondel av Storbritanniens hela aspbestånd.